# Uienkam

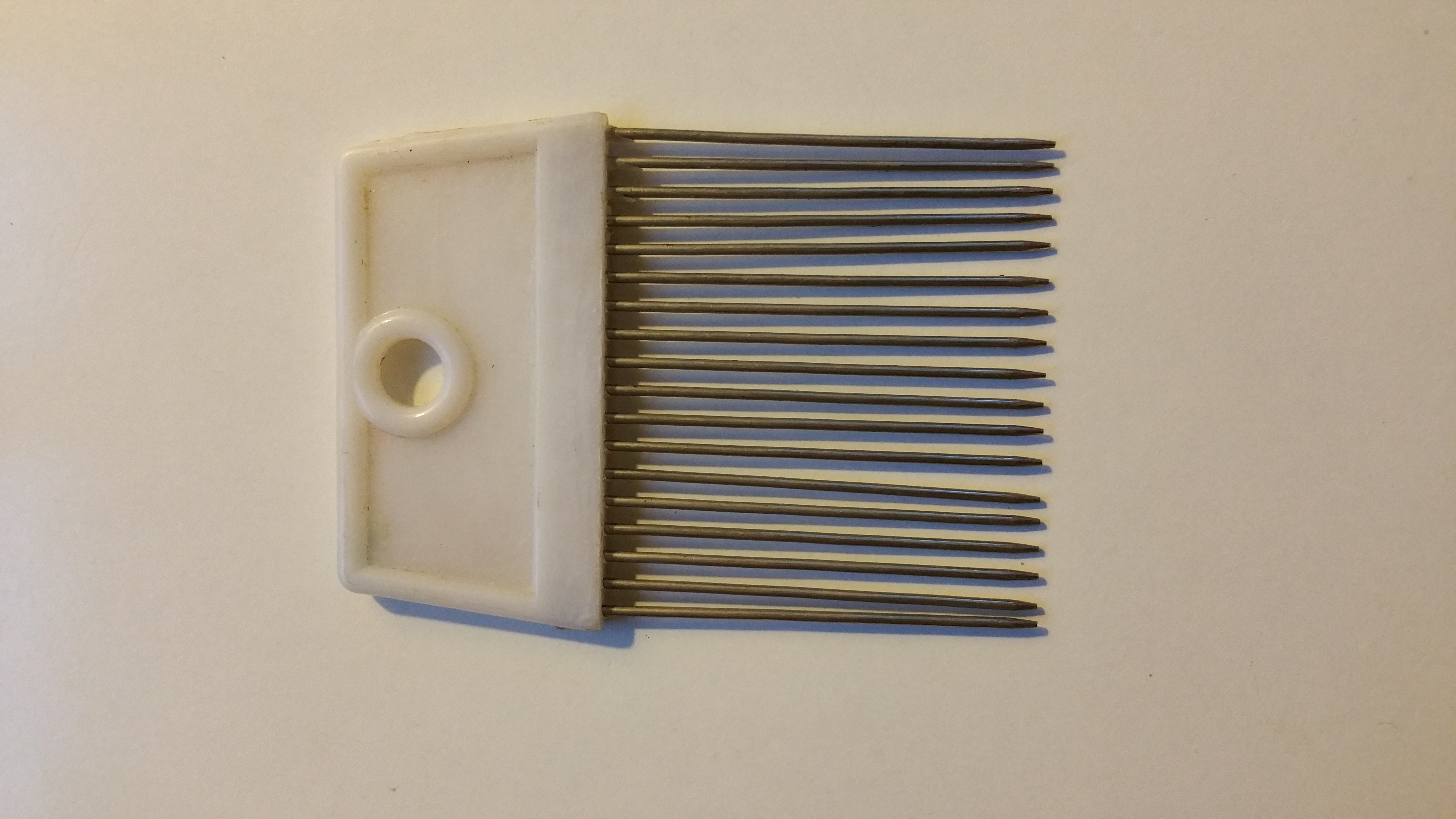
Uienkam

Een uienkam is een huishoudelijk apparaatje dat gebruikt kan worden bij het snijden van een ui. Het bestaat uit een kunststof of metalen handvat waarop meerdere scherpe, stalen pennen zijn gemonteerd. Deze pennen worden vervolgens in een ui geprikt, waarna de ui met een mes tussen de pennen door in plakken gesneden kan worden. Het risico om in de vingers te snijden wordt hierdoor verminderd. Eventueel kan de uienkam hierna 90 graden worden gedraaid en nogmaals in de ui gestoken om fijnere snippers te verkrijgen.
Een uienkam kan ook worden gebruikt voor het snijden van bijvoorbeeld tomaten.